# Aubette (abri)
Pour les articles homonymes, voir Aubette.

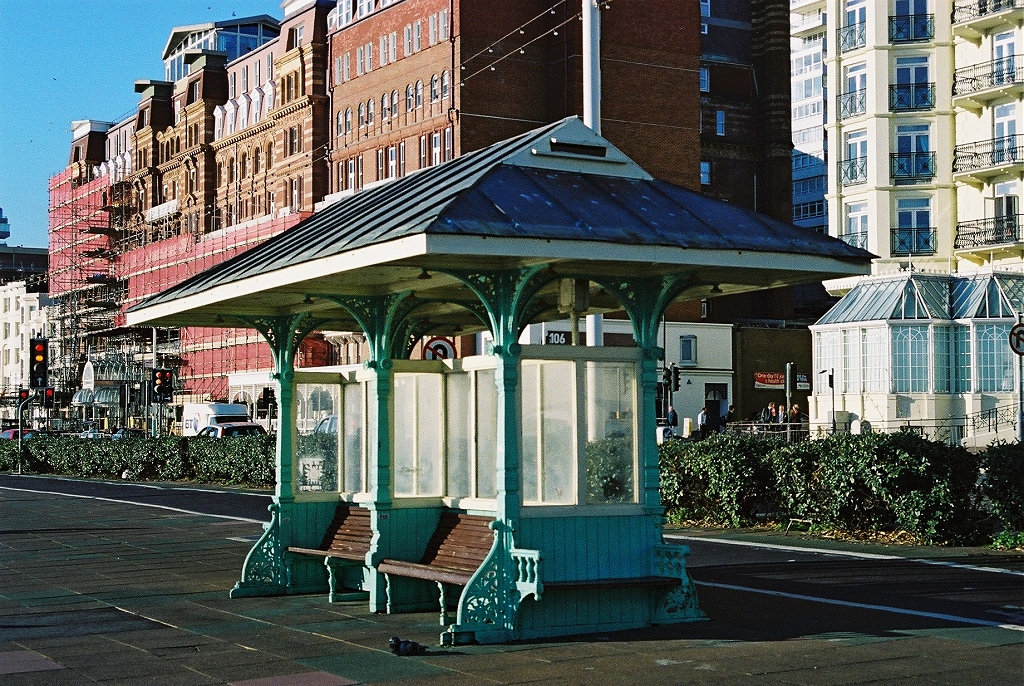
Une aubette à Brighton.

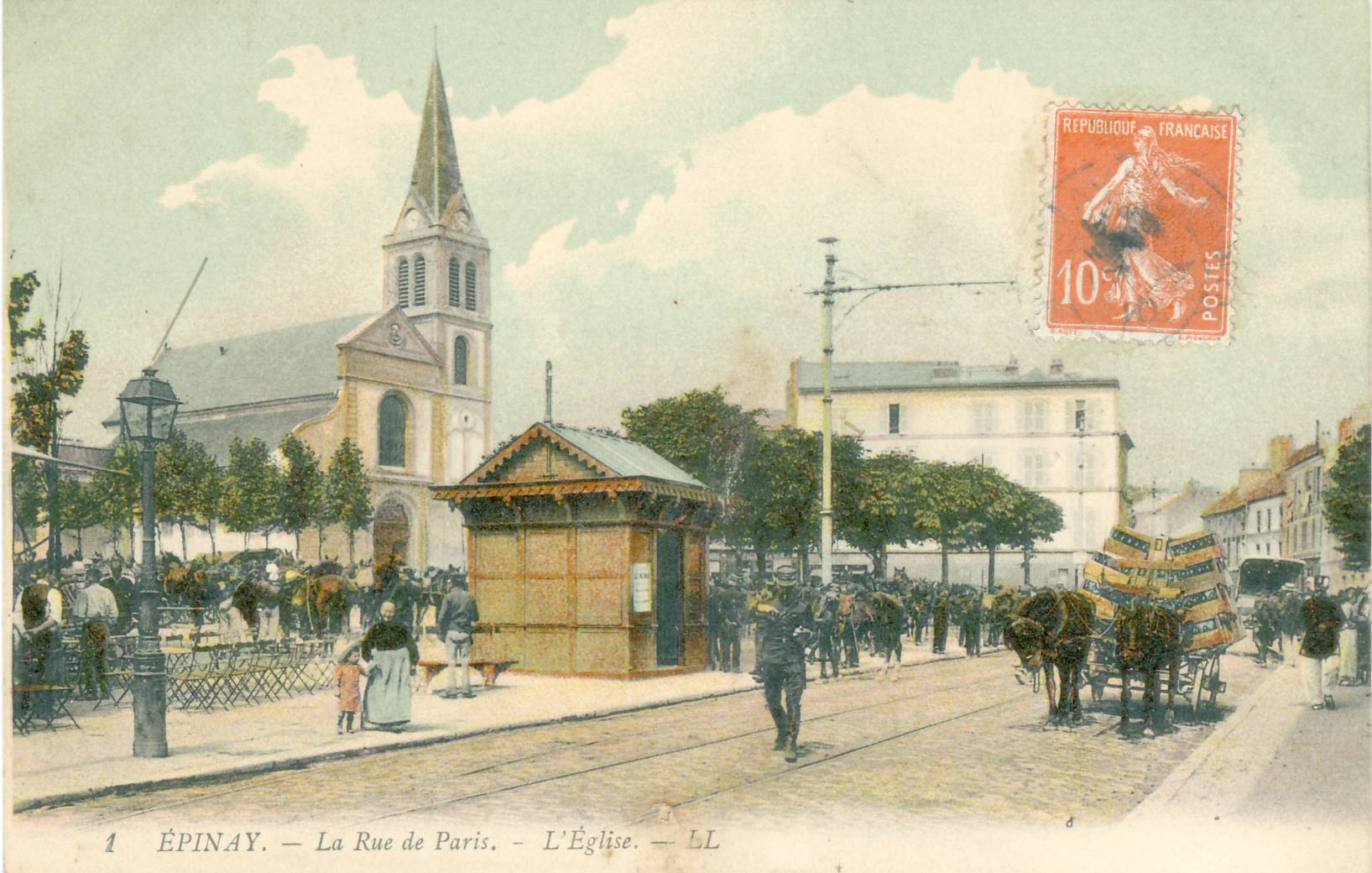
Une aubette au début du XXe siècle pour protéger les passagers du tramway Enghien - Trinité.

Une aubette est un élément de mobilier urbain permettant aux usagers des transports en commun (autobus, autocars, etc.) d'attendre l'arrivée du véhicule dans un abri les protégeant des intempéries. Très souvent, ces aubettes servent aussi de panneaux publicitaires.

## Usage et variantes
L'Académie française préfère ce terme à « abribus » car celui-ci est en réalité une marque déposée de l’entreprise JCDecaux. Le terme « aubette » est inconnu de la majeure partie de la population, de même qu'en Suisse romande. Au Québec et en Wallonie (Belgique), le terme « abribus » est souvent préféré à « aubette » ; ce dernier étant plus rarement utilisé par la population ou par les sociétés de transports en commun,.
Le mot est un diminutif du moyen français hobe, lui-même sans doute emprunté au germanique hûbe (qu'on peut traduire par « casque » ou « coiffe »). Il a d'abord servi à désigner une cabane, puis une guérite, puis le bureau où les sous-officiers allaient prendre les ordres. En Belgique et dans certaines régions françaises, il a pris également le sens de kiosque à journaux. En outre, en Belgique, une aubette est aussi un petit édicule tel un kiosque à musique, une gloriette, un belvédère.
On trouve le terme hobette en 1603 à Maubeuge (« une hobette sur le grand marché »), à la « Maison de Santé de Canteleu », établissement créé en 1625 à Esquermes à la périphérie de Lille pour les pestiférés de la ville où il désigne les pavillons où sont hébergés les malades.
En France, ce terme est également utilisé pour désigner les édicules dans lesquels sont installés les policiers qui effectuent des contrôles d'identité aux frontières. Autrefois implantés aux frontières terrestres, ils ne sont plus visibles, aujourd'hui, que dans les aéroports internationaux tels que Roissy-Charles-de-Gaulle ou Orly. En effet, les contrôles fixes aux frontières ont disparu dans l'Union européenne depuis l'entrée en vigueur de la convention de Schengen en 1995.
Ce mot est aussi utilisé dans la Marine nationale française pour désigner le poste de garde à l'entrée d'un site ; dans cette acception, il a gardé son sens premier de « guérite ».